# Grand Prix du Faucigny
Le Grand Prix du Faucigny est une course cycliste française disputée au mois de septembre autour de Scionzier, dans le département de la Haute-Savoie. Créée en 1933 ou 1935 (selon les sources), il est organisé par le Vélo Club Cluses-Scionzier sur un parcours escarpé, qui emprunte notamment le col de Châtillon ou l'ascension de Mont-Saxonnex à dix kilomètres de l'arrivée.

## Palmarès
| Année     | Vainqueur                | Deuxième                 | Troisième            |
| --------- | ------------------------ | ------------------------ | -------------------- |
| 1934      | Karl Thallinger          | Félix Batardon           | Charles Bouvet       |
| 1935      | Michel Bianco            | Jean Todesco             | Claudius Vuillermet  |
| 1936-1937 | ?                        | ?                        | ?                    |
| 1938      | Jean Todesco             | Pierre Brambilla         | Ernest Fischer       |
| 1939      | Charles Bouvet           | Manuel Olivero           | Joseph Frézier       |
| 1940-1952 | pas de course            | pas de course            | pas de course        |
| 1953      | Louis Ceccon             | Antoine Andriol          | Adriano Salviatto    |
| 1954      | Armand Vendetti          | Boggio                   | Adolphe Grillet      |
| 1955      | René Faure               | Gaston Dupuy             | Roger Maréchal       |
| 1956      | René Faure               | Gaston Dupuy             | Guy Vial             |
| 1957      | Sébastien Perez          | Gaston Dupuy             | Sauveur Cusimano     |
| 1958      | Julien Suanez            | Marc Reboulet            | Manuel Cruz          |
| 1959      | Daniel Jacquelin         | Paul Blanc               | Gaston Dupuy         |
| 1960      | Roger Maréchal           | René Faure               | Claude Dupont        |
| 1961      | René Faure               | Roger Maréchal           | Angelo Vitale        |
| 1962      | Georges Epalle           | Paul Pasquier            | Pierre Villard       |
| 1963      | Charles Rigon            | Henri Guimbard           | Francis Rigon        |
| 1964      | Jean Dumont              | Blanc                    | Henri Guimbard       |
| 1965      | Jean Dumont              | Francis Rigon            | Joseph Carletti      |
| 1966      | Bernard Vifian           | Charles Rigon            | Francis Rigon        |
| 1967      | Roger Perret             | Gilles Locatelli         | Charles Rigon        |
| 1968      | Henri Guimbard           | Joseph Carletti          | Joseph Vercellini    |
| 1969      | Bruno Fregier            | Henri Regamey            | Jean-Louis Michaud   |
| 1970      | Christian Blain          | Bruno Fregier            | Jean-Louis Michaud   |
| 1971      | Joseph Vercellini        | Charles Genthon          | Gérard Bertrand      |
| 1972      | Joseph Carletti          | Joseph Vercellini        | Jacques Imbrogio     |
| 1973      | Jacques Imbrogio         | Gérard Bertrand          | Joseph Vercellini    |
| 1974      | Gilbert Favre            | Jacques Martringe        | Bernard Haldimann    |
| 1975      | Sylvain Blandon          | Joseph Vercellini        | Éric Loder           |
| 1976      | Jeff Leslie              | Jean-Yves Niermaréchal   | Bernard Rey          |
| 1977      | Jacques Michaud          | Alain Bättig             | Georges Lüthi        |
| 1978      | Gilbert Favre            | André Mathieu            | Bruno Calvi          |
| 1979      | Alain Coppel             | Bernard Rey              | Patrick Novelle      |
| 1980      | Vincent Lavenu           | Michel Guillet           | Étienne Néant        |
| 1981      | Philippe Chevallier      | Yves Berlioux            | Patrick Novelle      |
| 1982      | Jean-François Desgeorges | Dominique Hänzi          | Bernard Vienne       |
| 1983      | Michel Bibollet          | Jean-François Desgeorges | Roland Michaud       |
| 1984      | Jean-Yves Niermaréchal   | Jacques Desportes        | Alain Philibert      |
| 1985      | Christian Cervoni        | Marc Cartal              | Christian Bouvier    |
| 1986      | Christian Bouvier        | Philippe Bau             | Gilles Delion        |
| 1987      | Greg Dwiar               | Laurent Charles          | Jacques Violon       |
| 1988      | Gilles Delion            | Sylvain Oskwarek         | Scott Sunderland     |
| 1989      | Scott Sunderland         | Philippe Bau             | Jean-Pascal Chenevey |
| 1990      | André Massard            | Nick Cane                | John Premilleux      |
| 1991      | Philippe Trastour        | Éric Larue               | André Massard        |
| 1992      | André Massard            | Bernard Cottin           | Jeff Barnes          |
| 1993      | Daniel Vanicat           | Patrice Halgand          | Serge Garnier        |
| 1994      | Alexandre Moos           | Marc Thévenin            | Frédéric Laubier     |
| 1995      | Christian Charrière      | Pascal Giguet            | Sylvain Lavergne     |
| 1996      | Michael Barry            | François Barrand         | Yves Berlioux        |
| 1997      | Frédéric Périllat        | Éric Durot               | Hervé Laubal         |
| 1998      | Nicolas Reynaud          | Gianluca Tonetti         | Damien Grauser       |
| 1999      | Davide Griso             | Maurizio Dondoglio       | Sylvain Lavergne     |
| 2000      | Frédéric Périllat        | Edoardo Siviero          | Alfonso Falzarano    |
| 2001      | José Medina              | Maxime Armataffet        | Denis Sosnovtchenko  |
| 2002      | Frédéric Périllat        | Marc Thévenin            | Nicolas Ougier       |
| 2003      | Frédéric Périllat        | Kashi Leuchs             | Nicolas Roche        |
| 2004      | Frédéric Périllat        | David Clarke             | Thierry Loder        |
| 2005      | Sylvain Moenne-Loccoz    | Emmanuel Bonnot          | Aymeric Brunet       |
| 2006      | Martial Ricci-Poggi      | Jean-Eudes Demaret       | Jérôme Chevallier    |
| 2007      | Adam Illingworth         | Andrew Jackson           | Sander Maasing       |
| 2008      | Alexandre Roger          | Xavier Brun              | Nicolas Roux         |
| 2009      | Geoffrey Soupe           | Sander Maasing           | Frédéric Périllat    |
| 2010      | Julien Liponne           | Frédéric Talpin          | Colin Menc-Molina    |
| 2011      | Raymond Künzli           | Nicolas Morel            | Frédéric Talpin      |
| 2012      | Antoine Lavieu           | Mathieu Le Lavandier     | Silver Schultz       |
| 2013      | Frédéric Talpin          | François Bidard          | Adrien Bonnefoy      |
| 2014      | Alexis Dulin             | Maxime Le Lavandier      | Artem Nych           |
| 2015      | Aurélien Paret-Peintre   | Alban Comparat           | Julien Liponne       |
| 2016      | Christofer Jurado        | Paul Sauvage             | Adrien Bonnefoy      |
| 2017      | Simon Buttner            | Maxime Jarnet            | Antoine Raugel       |
| 2018      | Romain Guillot           | Franklin Archibold       | Francis Genetier     |
| 2019      | Valentin Goudin          | Fabian Holbach           | Romain Lathène       |
| 2020      | Sten Van Gucht           | Anthony Jullien          | Nicolas Prodhomme    |
| 2021      | Alex Baudin              | Jordan Labrosse          | Romain Bacon         |
| 2022      | Antoine Debons           | Baptiste Troja           | Taïno Cailliau       |
| 2023      | Sander Andersen (da)     | Sten Van Gucht           | Charles Paige        |
| 2024      | Victor Guernalec         | Arnaud Tissières         | Louis Ferreira       |